# Stanislav Štamberg
Stanislav Štamberg (* 17. července 1949) je východočeský mineralog a paleontolog z krajského města Hradce Králové. Specializuje se především na prvohorní paleoniskoidní ryby a na nižší obratlovce období permo-karbonu (mladších prvohor). Dlouhodobě působí v Muzeu východních Čech v Hradci Králové.
V roce 2014 objevil Stanislav Štamberg významnou fosilii permského obojživelníka, popsaného v roce 2020 jako Korkonterpeton kalnense.